# タクマのHAPPY TIMES!!
タクマのHAPPY TIMES!!（タクマのハッピータイムズ!!）は東海ラジオで放送されていた平日午前の帯ワイド番組。略称は「ハピタイ」。

## 概要
長年にわたり、平日午前中の帯の生ワイド番組として放送されてきた「かにタク言ったもん勝ち」（以下「かにタク」と略す）が、金曜の週1回の放送へ減回されることに伴いスタートした。長年様々な番組を担当してきた天野・タクマの「アマタクコンビ」が初めて担当する帯の生ワイド番組でもある。
「ハピタイ」放送開始当初は月曜から木曜まで放送の変則的な番組枠であったが、2017年4月に「かにタク」がワイド番組としての放送が終了し、土曜日朝の30分番組へ移行したことに伴い、「ハピタイ」が金曜も放送されることとなった。
2017年9月29日の放送をもって終了し、10月2日より次番組として「タクマ・神野のどーゆーふー」が放送を開始。タクマは同枠の番組にメインパーソナリティとして引き続き出演している。

## パーソナリティ
- タクマ（タレント・マジシャン、月-金曜）：「かにタク」も引き続き、出演。
- 天野良春（フリーアナウンサー、月-金曜）：前番組「天野良春 パラダイスキング」（土曜朝ワイド）の終了に伴い、スライド。「かにタク」では蟹江が欠席時にたびたびタクマとコンビを組むことはあったが、日中帯の生ワイド番組でレギュラーとしてコンビを組むのは初めて。飲食系のショッピングでは試食・試飲をすることが多い。
  - なお、「アマタク」コンビは本番組のスタートにより、東海ラジオでは既に放送されている通販番組「あまタク商売繁盛!てんてこまい!」を含めると、週のうち金曜日以外毎日出演することとなった。その後、2017年4月から「あまタク商売繁盛!てんてこまい!」の土曜放送分が放送終了となったため、週のうち土曜日以外毎日出演することになる[2]。
- 森由貴子（タレント、月-木曜、放送開始から2017年3月までは月-水曜）：前番組「日替わりラジオ コレカラ」（水曜担当）から起用。天野とは、数十年来の仲であるタクマも驚くほどの勝ち気な言動がみられる一方で、「パ パ」のように物を請うたりする特異な関係性が築かれつつある。
  - 2017年5月29日の放送内でのやり取りをきっかけに、この番組内では「ホルモン女」と呼ばれている。
- 成田香織（フリーアナウンサー、放送開始から2017年3月までは東海ラジオアナウンサー。金曜のみ、放送開始から2017年3月までは木曜のみ）：前番組「日替わりラジオ コレカラ」（木曜担当）から起用。「コレカラ」は火曜（後に月・火曜）担当へ移動し、引き続き出演。
  - なお、天野と成田はかつて「天野良春"リアル"」で共演していた。

## 放送時間
- 2016年4月4日 - 2017年4月：月-木曜 9:00 - 12:00
- 2017年4月 - 2017年9月29日：月-金曜 9:00 - 12:00

## 特別対応
- 2016年9月1日：11時より「防災の日」特番を放送したため、放送時間を1時間短縮し、9:00 - 11:00に放送[3]。
- 2016年9月21・22日：「東海ラジオ大感謝祭2016 ラジオ新生活～NEW LIFESTYLE～」公開生放送のため、特別対応。
  - 21日：放送休止
  - 22日：「タクマのHAPPY TIMES!! with ガッツナイター」として、名古屋市・オアシス21 銀河の広場より公開生放送（10:00 - 12:00）。本番組からの出演はタクマ、天野、森、成田[4]。
- 2016年9月23日：「かにタク」パーソナリティの蟹江篤子が休暇のため、「かにタク」が放送休止。代わって「タクマのHAPPY TIMES!!増刊号」と称して放送。出演はタクマ、天野、森。ちなみに、この日の放送が番組第100回目の放送だった。
- 2017年1月25日：森が体調不良のため欠席。タクマ、天野の2人で番組を進行[5]。
- 2017年2月20-22日：タクマが「（身体の）メンテナンス」のため3日間休暇。天野、森、成田の3人で番組を進行（成田は、20・21日ともにレギュラー出演している後続番組の「日替わりラジオ コレカラ」にも出演）[6]。ジングルもこの3人のものが使用された。
- 2017年3月6・7日：タクマが「かにタク 夢のようなグアムツアー」参加のため欠席。天野、森の2人（通称：「雨漏り（天・森）コンビ」）で番組進行[7]。ジングルも2人のものが使用された。
- 2017年7月28・31日：天野が休暇のため欠席。28日はタクマ・成田、31日はタクマ・森で番組進行。
- 2017年9月1日：11時より「防災の日」特番を放送したため、放送時間を1時間短縮し、9:00 - 11:00に放送[8]。
- 2017年9月18日：「東海ラジオ大感謝祭2017 ～進化するラジオ～」公開生放送のため、放送休止。

## 主なコーナー・番組の流れ
- ホームページの番組紹介によれば「雑誌に例えるなら、編集長のタクマと女子編集部員、そこに編集委員の天野良春が加わったオフミーティング（＝無責任な）井戸端会議。三人寄れば文殊の知恵、人数は2人から3人へと1.5倍ですが、3倍増の元気と笑いと情報をお届けします」としている[9]。
- 基本的に、前身の「かにタク」の流れと同様に、リスナーから投稿されたEメール・FAXを元にしてトークが行われる。2016年7月からは、フリートークの「週刊ブンブン編集部」が廃止され、投稿紹介の時間が増加した。「かにタク」と異なる点は、電話での投稿受付を行っていない点であり、何度かリスナーに対して注意喚起を行っていた[10]。
- このほか、合間に後述の「ジャパネットたかたラジオショッピング」や、タクマがレギュラー出演する毎週土曜早朝（6時45分-7時）放送の番組「タクマのケンコー・イキイキ宅配便」で扱うケンコーの商品など、「かにタク」と同様にスポット商品のラジオショッピングコーナーを多く挟んでいる。

### 現在放送中のコーナーなど

#### どっちどっちどっち？あなたはどっち？
- 9時7分頃に放送。三人三様三択クイズ クイズトリプルスリーに代わり、2016年7月4日放送から登場。それぞれのテーマから二択の回答（例：「饅頭で好きな中身は、こしあんか？つぶあんか？」）のうち、天野、森or成田がどちらかを選択し、リスナーが投票。多数派となった方の投票者の中から抽選で1名に「番組特製ポチカード」（後述）にタクマと多数派となったパーソナリティーのサインを入れて、プレゼントする。また、10月3日放送分より、少数派となった投票者の中から1名に「ハピタイ特製ステッカー」（後述）にタクマとパーソナリティーのサインを入れて、プレゼントするようになった。

#### 良春さ〜ん、今日の朝刊なに載っとるの？
- 9時40分頃に放送。天野が一般紙・スポーツ紙問わず、今朝の朝刊から気になる記事（コラムなどの連載ものが多い）をひとつ紹介、それをもとに話を展開する。

#### はぴねすくらぶラジオショッピング
- 9時55分頃に放送。はぴねすくらぶ提供によるラジオショッピングで、前身の「かにタク」の流れと同様。担当者によっては、直後の新聞コーナーの話題に触れる事がある。

#### ジャパネットたかたラジオショッピング
- 10時台（10分頃）・11時台（30分頃）に2回放送される。ジャパネットたかた提供によるラジオショッピングで、前身の「かにタク」の流れと同様。

#### 今日も元気だお達者クラブ
提供：あみーご倶楽部（株式会社センチュリークリエイティブ）
- 火曜日のみ10時35分頃に放送。2017年4月からコーナー新設。高年齢リスナーからの毎日が楽しくなるような、時にはためになるような投稿を取り上げる。
  - ワイド番組当時の「かにタク」でも、2003〜2004年頃まで「かにタクお達者倶楽部」というほぼ同様の趣旨のコーナーが放送されていた。

#### せぇ〜の〜ポン！
- 手でこぶしをつくり、頭の右を軽くたたくこと。以前はワイド番組当時の「かにタク」で11時の時報前に行っていたが、「ハピタイ」放送開始後は同時間帯でも行う（2017年4月以降は「かにタク」がワイド番組として終了したため、事実上「ハピタイ」で引き継ぐこととなった）。詳細はかにタク言ったもん勝ち#番組独自のアクション・用語を参照。同様に「（せぇ〜の〜）スッポン!」も行うことがある。

#### 疑問・相談・三人寄らば名回答
提供：パルネス・中駒産業（2017年4月-）
- 11時10分頃に放送。リスナーの悩みや質問に、「頼りない」3人が力を合わせて解決を目指す[11]。なお、2017年4月からコーナースポンサーとなった中駒産業は、かつてタクマ、天野が同社の社長とともにテレビCMに出演していたことがあり、同社が提供となった最初の回ではコーナー冒頭でそのことに触れている。同年5月からはタクマ・天野は再びパルネス・中駒産業のラジオスポットCMに出演している。

#### ランチリクエスト
- 11時40分頃放送。企画ネットコーナー。リスナーのリクエスト曲を紹介する番組。前身の「かにタク」の流れと同様。

#### 中日新聞ニュース・天気予報・東海ラジオ交通情報
- 10時台・11時台（いずれも50分頃）に放送。ニュース・天気予報は、当番の東海ラジオアナウンサーが原稿読みを担当[12]、交通情報は日本道路交通情報センターの担当者が伝える。

#### エンディング
- BGMをバックに、プレゼント（後述）の当選者を発表し、後番組の『日替わりラジオ コレカラ』のパーソナリティーとのクロストークがある。3人のお別れのあいさつ（「それではまた明日/来週も、HAPPY TIMES!!」）で番組終了。

### 期間限定のコーナー

#### ハッピー鼻歌クイズ
- 2016年6月の聴取率調査週間「聴いて元気週間」の企画（当該週とその前週）として登場したクイズで、12月の聴取率調査週間の企画（当該週とその前週）でも登場。「歌が下手」と言われる天野[13]がヘッドホンで聞きながら鼻歌で歌う曲の曲名を当ててもらうというもの[14]。正解者1名には5,000円分（12月は10,000円分）の商品券がプレゼントされるが、ある日の問題（米米CLUBの「浪漫飛行」を天野が鼻歌で歌った）では正解者が一人もいないという難問となり、5,000円が翌日分にキャリーオーバーとなったこともあった[15]。なお、公開収録でも行われることがある。

#### オヤジギャグで肉まつりクイズ
- 2017年6月の聴取率調査週間「聴いて元気週間」のテーマ「夏のおとうさん」[16]に連動し、12日～16日の毎日、オヤジギャグを使ったクイズを出題（月･水･金は天野、火･木はタクマ）・抽選で5000円相当の肉が2名に当たる企画。

### 過去のコーナー

#### 三人三様三択クイズ クイズトリプルスリー
- 9時10分頃に放送。最近のニュースに絡めて、出演者にまつわるごく個人的で、インターネットで検索しても答えが分からないクイズを出題。答えが書かれた札を3人が引き、リスナーは3人のうち、正解と思ういずれかの名前（タクマ・森or成田・天野）を書き、メールで応募する。放送開始（2016年4月4日）から同年6月30日まで放送。

#### 週刊ブンブン編集部
- 11時の時報の後に放送。架空の雑誌編集部を舞台に、編集長のタクマ、編集部員の森・成田、編集委員の天野が雑談を繰り広げる。「かにタク」では「ばばぁ〜ずBarber」に相当する。放送開始（2016年4月4日）から同年6月30日まで放送。タクマ曰く「廃刊（コーナー廃止）」となった。

#### 新婚旅行泣き笑い リターンズ
提供：あかひげ薬局
- 11時20分頃に放送。かつて天野がアシスタントを担当していた「真季子とともに」で人気となっていたコーナーを、2016年7月17日から28日まで期間限定で復刻。リスナーの新婚旅行や夫婦生活などのエピソード（主に猥談）投稿を披露する。毎日2作品が放送され、かつての投稿作品と新作投稿により構成される[17]。

### 時間枠のスポンサー
- 10時の時報後の数分間【提供：大須ういろ・ないろ】 - 10時の時報後すぐにCMが放送され、その後、タクマの声によるスポンサー紹介がある。
- 9時9分頃のスポットCM【提供：東海漬物】 - 同社のブランド「きゅうりのキューちゃん」に因み、毎年9月9日が「きゅうりのキューちゃんの日」である[18]ことから、毎年8月上旬頃より同時間帯に時報（「9時9分頃をお知らせします」と告知）を兼ねたスポットCMを放送。

### 箱番組
前身の「かにタク」に内包されていた箱番組をほぼ引き継いだ（蟹江が出演する番組は、「かにタク」が放送される金曜日へ一旦枠を移動した）ため、2017年現在は以下の番組が放送されている。なお、※印は「ハピタイ」放送開始以降にスタートしたもの、★印は「かにタク」の土曜への放送枠移動とともに「ハピタイ」に内包されたものを表す。
- 武田鉄矢・今朝の三枚おろし（文化放送制作。9時15分頃）
- 神野美伽のオツな一日（9時35分頃）【提供：愛昇殿】 - 提供枠は、前番組である「桂小枝のキンコン冠婚」から同じ。
- 堀田商事インフォメーション（月・水・金）
  - タクマがCMキャラクターを務める堀田商事による同社の前日の貴金属（金・プラチナ）買取価格を案内するミニコーナー。3人により生でアナウンスされている。2016年9月以降2017年7月頃までは同社のCMキャラクターを務める蟹江篤子とタクマが事前収録した案内アナウンスが流れた後、森により買取価格が生でアナウンスされていた。
- 生活情報〜歯、お元気ですか〜（月曜日）
- 過払い金、まるごとスッキリ法律相談（月曜日） - 弁護士法人プロフェクト法律事務所によるミニコーナー
- はいさい〜沖縄（火曜日 10時台、2017年4月-）※ - 名古屋在住の「美ら島沖縄大使」浜盛重則による沖縄の紹介コーナー
- 音楽のある風景（水曜日、2017年4月-）※
- こんにちは愛知県です（第1・3木曜日、10時35分頃） - 愛知県の行事や生活情報を、タクマ、天野、成田が紹介する広報コーナー。コーナーのはじめに「♪〜アイアイアイ〜アイ〜チ！」と愛知県オリジナルのジングルが放送される。
- 城山敬康先生の眼科Q&A（金曜日、10時15分頃）★ - 聞き手：青山紀子
- ハピタイ 牛に聞いてミルク!（金曜日、10:40頃）★ 【提供:東海酪農業協同組合[19]】
「かにタク」内包時は「かにタク 牛に聞いてミルク!」として放送。牛乳に関する面白い話・役立つ話をパーソナリティが紹介していく。なおコーナー初期では、リスナーから募集した牛乳を使用したレシピを紹介していた。
- スーパードクターに聞いたもん勝ち（金曜日）★ - 聞き手：蟹江篤子
名古屋ハートセンター院長の大川育秀による健康相談。

#### 過去の箱番組
- おはようかぶちゃん今週のイチオシ情報（月曜日、2016年5月-9月）※ - レポーター：旭堂鱗林（講談師）、大須商店街にある「かぶちゃんおいしい実感ショップ」のおすすめ情報を伝える。
- お墓の学校（火曜日、10時40分頃、2015年9月1日（「かにタク」内包時） -2016年9月） - 聞き手：成田香織、岡崎市の墓石製造販売会社・やすらぎや（有限会社 石のセンター稲葉）代表 稲葉敏夫による墓に関する情報・相談ミニ番組[20]。
- Crest'n Cafe 〜満足の、その先へ。〜（水曜日 10時15分頃、-2017年3月） -  聞き手：深谷里奈、株式会社クレストンホームの役員、社員などが出演する住宅情報ミニ番組[21]。
- Dr.Leeのヴェリテ ビューティークリニック（木曜日 10時15分頃、-2017年3月）※ - 聞き手：成田香織、ヴェリテクリニック名古屋院長・李政秀による美容関連ミニ番組[22]
- 名古屋市インフォメーション（月・水・金、10時35分頃）

#### 特別対応
- 2017年5月3日 - 後続番組の「日替わりラジオ コレカラ」が、特別番組「母の詩2017〜母の日によせて〜」放送のため休止となり、普段は「〜コレカラ」に内包している箱番組「氷川きよし節」「渡辺徹 家族の時間」を「ハピタイ」の11時台の番組枠内で放送した。

## 番組グッズ
- 番組特製ポチカード
  - 投稿採用者の中から抽選または「どっちどっちどっち？あなたはどっち？」の多数派を選んだ1名（以前は「クイズトリプルスリー」の正解者1名）にプレゼントされる番組特製のクオカード。額面が300円と希少性が高い[23]ものであったが、2017年1月23日より新しいバージョンとなり、額面が500円に引き上げられた[24]。新バージョンのカードでは出演者の写真も新たに撮り下ろされたが、天野の写真がタクマや森・成田の写真と比べて縮尺が小さいものであったことから、「（天野の写真が）遺影のように見える」という出演者の発言もみられる[25]。
- ハピタイ笑タイムDVD
  - 25分程度のDVDで、番組内の舞台裏、「HAPPYかにタクワールド」のトークやゲーム、マジックの模様が収録されている非売品DVD。当選者には表面に出演者のサインを入れて発送される。2017年5月からは「ハピタイ笑タイムDVD2」となっている[26]。
- ハピタイ特製ステッカー
  - 投稿採用者の中から抽選または「どっちどっちどっち？あなたはどっち？」の少数派を選んだ1名にプレゼントされる。

## 「かにタク」とのコラボレーション
タクマが「HAPPY TIMES!!」「かにタク」双方の番組に出演している関係もあり、両番組のコラボレーション企画が組まれることがある。
- 2005年の初開催以来、「かにタク」の公開録音などが行われてきたリトルワールド（愛知県犬山市）での「ウォークラリー」（主催：ユニー）では、2016年10月に初めて「HAPPY TIMES!!」とのコラボレーションとして公開録音イベントを開催することとなった。出演はタクマのほか「HAPPY TIMES!!」から天野、森、成田、「かにタク」から蟹江篤子が出演した（双方の番組出演者が公式に初めて共演）[27]。
- また、毎年開催されてきた「かにタクワールド」は、2017年3月に両番組のコラボレーションとして「HAPPYかにタクワールド」として実施されている[28]。
- 「かにタク」の毎年冬の風物詩となっているキンレイとのコラボレーション商品企画が、2016年より「HAPPY TIMES!!」でも行われることとなり、「タクマの驚き!! 味噌カレーうどん」が発売されることとなった[29]。
- また、コラボレーションではないが、「かにタク」のパーソナリティ・蟹江が休暇を取った際に、「かにタク」に代わって「タクマのHAPPY TIMES!!増刊号」として放送されたことがある（前述）。